# Hans Ganten
Hans Ganten (* 26. September 1937 in Bremerhaven) ist ein deutscher Jurist und Baurechtler.

## Leben
Hans Ganten, ein Enkel Johann Gantens, der den Bremerhavener Bürgerpark begründete, studierte Rechtswissenschaften an der Philipps-Universität Marburg und der Westfälischen Wilhelms-Universität, Münster. In Marburg wurde er Mitglied der Studentenverbindung ATV Marburg im ATB. 1968 wurde er in Bremen als Rechtsanwalt am Amts- und Landgericht Bremen zugelassen. 1972 erfolgte die Zulassung als Anwalt beim Hanseatischen Oberlandesgericht Bremen und 1973 wurde er Notar. 
1984 wurde er zum Honorarprofessor für Baurecht an der Hochschule Bremen berufen. Von 1999 bis 2006 war er Vorsitzender der 1. Vergabekammer im Lande Bremen.
Hans Ganten ist seit 1983 Leiter der Seminar- und Vortragsreihe „Baurechtlicher Arbeitskreis Bremen“. Er war in den ersten vier Jahren (bis 2006) geschäftsführendes Mitglied des „Netzwerk-Bauanwälte“ als bundesweiter Vereinigung von baurechtlich orientierten Rechtsanwaltskanzleien. Er ist außerdem seit vielen Jahren kommunalpolitisch an seinem Wohnort Worpswede tätig. Er ist Gründungsmitglied der Unabhängigen Wählergemeinschaft Worpswedes. Er war von 1996 bis 2001 und ist seit 2006 Mitglied des Gemeinderates und Vorsitzender des Kulturausschusses des Rates sowie von 1991 bis 1996 und 2001 bis 2006 Mitglied des Ortsrates Worpswede. Weiter ist er seit 1991 Vorsitzender der Stiftung Worpswede.
Er ist zuständig für den Rechtsprechungsteil der Zeitschrift Der Bausachverständige, die vom Fraunhofer IRB Verlag Stuttgart, Fraunhofer-Informationszentrum Raum und Bau (IRB) und der Bundesanzeiger Verlagsgesellschaft mbH herausgegeben wird.

## Ehrungen
Hans Ganten wurde 2004 als erster Rechtsanwalt mit dem „Deutschen Baurechtspreis“ der Deutschen Gesellschaft für Baurecht e.V. ausgezeichnet. Zuvor wurden nur Universitätsprofessoren und hohe Richter mit diesem Preis ausgezeichnet. Im Jahre 2007 wurde ihm vom Centrum für Deutsches und Internationales Baugrund- und Tiefbaurecht (CBTR) der „Tiefbaurechtspreis 2007“ verliehen. Im gleichen Jahr wurde Hans Ganten von Kollegen und Freunden mit einer Festschrift („Rechtshandbuch des ganzheitlichen Bauens“, Wiesbaden 2007) geehrt.

## Veröffentlichungen
- Hans Ganten, Walter Jagenburg, Gerd Motzke: Beck’scher VOB-Kommentar. Teil B. 2. Auflage, Beck Juristischer Verlag, 2007.
- Peter Bleutge, Hans Ganten: Der Sachverständigenvertrag. Vorschläge zur Vertragsgestaltung mit Erläuterungen, Institut für Sachverständigenwesen. 2004, ISBN 3-928528-17-3.
- Klaus Englert, Hans Ganten, Heinrich Groß: Festschrift für Gerd Motzke zum 65. Geburtstag. Recht und Gerechtigkeit am Bau. Rechtsstand. Beck Juristischer Verlag, 2006, ISBN 3-406-55050-9.
- Hans Ganten, Herausgeber: Hans J Abraham, Friedrich W Bosch, Gerhard Schiedermair: Pflichtverletzung und Schadensrisiko im privaten Baurecht. Gieseking, Ernst und Werner GmbH, Verlag 1974, ISBN 3-7694-0181-6.
- Donata Holz, Hans Ganten (Herausgeber): Der Niedersachsenstein in Worpswede. Worpswede 2001.

Neben den Buchveröffentlichungen verfasste Hans Ganten eine Vielzahl von Beiträgen zum zivilen Baurecht in Festschriften und Fachzeitschriften.